# أسألت رسم الدار أم لم تسأل
أسألت رسم الدار أم لم تسأل قصيدة من غرر قصائد الشعر، لحسان بن ثابت وهي أفحل قصائده، مدح بها «آل جفنة» ملوك الشام قبل الإسلام، وأكثر مدائحه فيهم، ومطلعها:

## حسان بن ثابت
حسان بن ثابت بن المنذر الخزرجي الأنصاري أبوه ثابت «من سادة قومه وأشرافهم»، وأمه «الفريعة» خزرجية مثل أبيه، وقد أدركت الإسلام وأسلمت. كنيته أبو الحسام وأبو الوليد وأبو عبد الرحمن، شاعر النبي ﷺ من الشعراء المخضرمين عاش ستين عامًا في الجاهلية ومثلها في الإسلام، كان من سكان المدينة وبها توفي، وقد وعُمي قبل وفاته. أجمع النقاد والرواة على أن حسان أشعر أهل المدر في عصره. قال أبو عبيدة فيه: فضل حسان الشعراء بثلاثة: كان شاعر الأنصار في الجاهلية، وشاعر النبيّ في النبوة، وشاعر اليمانيين في الإسلام. قال المبرد في الكامل: أعرق قوم في الشعراء آل حسان فإنهم يعدون ستةً في نسق كلهم شاعر وهم: سعيد بن عبد الرحمن بن حسان بن ثابت بن المنذر بن حرام.أفحل شعره لاميته في مدح «آل جفنة» ملوك الشام قبل الإسلام، وأكثر مدائحه فيهم، ومطلعها:
وقال فيها:
وله هجاءٌ كثير، ومنه هجاء مقذع في أعداء الإسلام، وعن عائشة أن رسول الله صلى الله عليه وسلم قال اهجوا قريشا فإنه أشد عليها من رشق بالنبل فأرسل إلى ابن رواحة فقال اهجهم فهجاهم فلم يرض فأرسل إلى كعب بن مالك ثم أرسل إلى حسان بن ثابت فلما دخل عليه قال حسان قد آن لكم أن ترسلوا إلى هذا الأسد الضارب بذنبه ثم أدلع لسانه فجعل يحركه فقال والذي بعثك بالحق لأفرينهم بلساني فري الأديم فقال رسول الله صلى الله عليه وسلم لا تعجل فإن أبا بكر أعلم قريش بأنسابها وإن لي فيهم نسبا حتى يلخص لك نسبي فأتاه حسان ثم رجع فقال يا رسول الله قد لخص لي نسبك والذي بعثك بالحق لأسلنك منهم كما تسل الشعرة من العجين قالت عائشة فسمعت رسول الله صلى الله عليه وسلم يقول لحسان إن روح القدس لا يزال يؤيدك ما نافحت عن الله ورسوله وقالت سمعت رسول الله صلى الله عليه وسلم يقول هجاهم حسان فشفى واشتفى ومن الذين هجاهم أبو سفيان وزوجته هند بنت عتبه وأبو جهل وصفوان بن أمية. ومما قاله في هجاء أبي سفيان بن الحارث وذلك قبل إسلامه بفتح مكة:
ولحسان شعر كثير في مدح رسول الله ﷺ، ومن ذلك قوله:
وقال أيضًا في مدحه ﷺ:
وصف حسان بالجبن لأنه لم يشهد مع النبي صلى الله عليه وسلم غزوة، وقيل بل لعلة أصابت كاحل. اتهم حسان بالجبن فقد ذكر ابن هشام عن ابن إسحاق أن عبد الله بن الزبير روى عن أبيه أن حسان بن ثابت كان في غزوة الخندق بحصن فارع حيث أبقاه الرسول فيه مع النـساء وبينهن صفية بنت عبـد المطلب عمـة رسـول الله، وتقول صفية: مر بنا رجل يهودي فجعل يطيف بالحصن، فقلت لحسان: إن هذا اليهودي لا آمنه أن يدل على عوراتنا فانزل فاقتله، فقال: يغفر الله لك يا بنت عبد المطلب لقد عرفت ما أنا بصاحب هذا، فأخذت صفية عموداً ونزلت فقتلت اليهودي، وقالت لحسان: انزل فاسلبه. فقال: ما لي بسلبه من حاجة.
كثر الوضع في شعره الإسلامي وهذا ما يفسر اختلاف أسلوبه وجزالته بين قصيدة وأخرى. ويقول النقاد إن شعر حسان في الجاهلية أجود من شعره في الإسلام، كما ذكر ذلك الأصمعي، وقد فسَّر هذا شاعرنا نفسه حين أجاب على سؤال بهذا المعنى قال: «الإسلام يحجز عن الكذب، وإن الشعر يزينه». وعن الأصمعي قال: «طريق الشعر إذا أدخلته في باب الخير لان؛ ألا ترى أنّ حسان بن ثابت كان علا في الجاهلية والإسلام، فلما دخل شعره في باب الخير- من مراثي النبي ﷺ وحمزة وجعفر رضوان الله عليهما وغيرهم- لان».ومن مآخذ العلماء على شعر حسان بن ثابت ما رُوي عن أن النابغة الذبياني تضرب له قبّة حمراء من أدم بسوق عكاظ فتأتيه الشعراء فتعرض عليه أشعارها. قال: فأول من أنشده الأعشى: ميمون بن قيس أبو بصير، ثم أنشده حسان بن ثابت الأنصاري:
فقال له النابغة: أنت شاعر، ولكنك أقللت جفانك وأسيافك، وفخرت بمن ولدت، ولم تفخر بمن ولدك.وعيب على حسان قوله:
لأنه كان يجب: أن يقول: هم شيعة رسول الله ﷺ.

## عن القصيدة
قَدِم حسَّان على عمرو بن الحارث بن أبي شمر الغسّاني، فوجد النابغةَ عنده جالسًا عن يمينه، وعلقَمةَ عن يساره. قال: فوقفتُ، فقال لي عمرو: يا ابنَ الفُريعة، قد عرفتُ نسبك في غسَّان، يعني أنهم يرجعون إلى اليمن، فارجع فإني باعثٌ إليك بصِلةٍ سَنيَّة، ولا تُنْشِدني شِعرًا؛ فإني أَخافُ عليك هذين السَّبعَينِ الضارِيينِ أن يفضحك، وفَضيحتُك فَضيحتي، وأنْتَ لا تُحسِنُ أن تقول:
رِقاقُ النِّعالِ طَيِّبٌ حُجُزاتُهم … يُحَيَّوْنَ بالرَّيحانِ يومَ السَّباسبِ
قال: فقلتُ: لا بُدَّ. فقال: ذاك إلى عَمَّيْكَ. قال: فقلتُ: أَسألكما بحقِّ المَلِكِ إلا قدَّمْتُماني عليكما. فقالا: قُلْ. فقلتُ وأنا وَجِل:
أسألتَ ‌رسمَ ‌الدارِ أَمْ لم تَسْأَلِ … بين الجَوابي فالبُضَيعِ فَحَوْمَلِ
إلى قولي:
لله دَرُّ عصابةٍ نادَمْتُها … يومًا بجِلِّقَ في الزمانِ الأَوَّلِ
الخالطين غنيّهم بفقيرهم … والمُنْعِمين على الفقيرِ المُرْمِلِ
قال: فما زال عمرو يَزْحَلُ من مَجْلِسِهِ سرورًا حتى شاطرَ البَيتَ وهو يقول لهم: هذه واللهِ البتَّارة التي بترت المدائح، هذا وأبيكَ الشعرُ، لا ما تُعَلِّلاني به منذ اليوم.
قال الأصمعيّ: ولما أنشد حسان:
يَسْقُون من يَرِدُ البَرِيصَ عليهمُ … صهباءَ تُخْفَقُ بالرَّحيقِ السَّلْسَلِ
يُغْشَوْنَ حتى ما تَهِرُّ كلابُهم … لا يسألون عن السوادِ المُقْبِلِ
بِيضُ الوجوهِ كريمةٌ أحسابُهم … شُمُّ الأُنوفِ من الطِّرازِ الأَوَّلِ
وحكى أبو حاتم الرازي عن الحُطيئة الشاعر أنَّه قال: أَبْلِغُوا بني قَيلَةَ أن شاعِرَهم أشْعَرُ العربِ حيث يقول: "يُغْشَوْن حتى ما تَهِرُّ كلابُهم"
وكذا ذكر أبو القاسم بن عساكر في "تاريخه" القصَّةَ وذكر فيها العجائب، وأسنَدَها إلى هشام بن الكلبي عن حسان قال (2):
خرجتُ أريد عمرو بن الحارث بن أبي شمر الغَسَّاني، فلما كُنْتُ في بعض الطريق، وقفتُ على السِّعْلاةِ في الليلِ فقالت: أَينَ تُريدُ يا ابنَ الفُرَيعة؟ قلتُ: الملكَ عَمْرًا. فقالت: أتَعْرِفُني؟ قلتُ: لا. قالت: أنا السِّعلاةُ صاحبةُ النابغة، وأُختي المعلاة صاحبةُ عَلْقَمة بن عَبْدَة. وإني مُقْترحةٌ عليك بيتًا، فإنْ أَنْتَ أَجَزْتَه، شفعتُ لك عند أُختي، وإن لم تُجِزْهُ، قتلتُك. قلتُ: هاتِ، فقالت:
إذا ما تَرَعْرَعَ فينا الغُلام … فما إِنْ يُقالُ له مَنْ هُوَهْ
[قال: فتتبعتها من ساعتي فقلت]:
لي صاحبٌ من بني الشَّيْصَبان … فحينًا أقولُ وحينًا هُوَهْ
فقالت: أَولى لك! نجوتَ، فاسمع مقالتي واحْفَظْها: عليكَ بمدارسةِ الشِّعر، فإنَّه أَشرفُ الآداب وأكرمُها، وبه يُتوصَّلُ إلى مجالسِ الملوك وتُخدم، وبتركه تتَّضع.
ثم قالت: إنَّك إذا وَرَدْتَ على الملكِ وَجَدْتَ عنده النَّابغةَ، وسأصرفُ عنكَ مَعَرَّتَه، وعلقمةَ بن عَبْدَة، وسأُكلِّمُ المعلاة أُختي تردّ عَنْكَ سَوْرَتَهُ
قال حسان: فقدمتُ على عمرو بن الحارث، فاعتاص عليّ الوصولُ إليه، فقلتُ للحاجبِ بعد مُدَّة: إن أَنْتَ أَذِنْت لي عليه، وإلّا هجوتُ اليمنَ كلَّها، ثم انتقلتُ عنها. فاستَأْذَنَ لي عليه، فأَذِنَ، فدخلتُ، فإذا النابغةُ جالسٌ عن يمينه، وعلقمةُ جالسٌ عن يسارِه، فقال لي: يا ابنَ الفُرَيعة، قد عرفتُ مَوْضِعَك ونَسبَكَ من غَسَّان، فارجع، فإني باعث إليك بِصِلَةٍ سَنِيَّة، وإني أخافُ عليك هذينِ السَّبُعَينِ الضارِيَينِ. وذكر بمعنى ما تقدَّم، فقالا: قل: فأَنشدتُ:
أَسَأَلْتَ رسمَ الدارِ أم لم تَسْأَلِ القصيدة كلّها.

## روابط خارجية
أسألت رسم الدار أم لم تسأل - حسان بن ثابت - الديوان